# Eleocharis bulbosa
Eleocharis bulbosa là loài thực vật có hoa trong họ Cói. Loài này được Kukkonen mô tả khoa học đầu tiên năm 1990.